# Ahmed Dudarov
Ahmed Ruslanovich Dudarov (Groznyj, 6 luglio 1992) è un lottatore tedesco, specializzato nella lotta libera.

## Biografia
È nato a Groznyj, in Cecenia. Ha vinto la medaglia di bronzo ai Giochi europei di Minsk 2019 nel torneo degli 86 kg. Ha partecipato ai mondiali di Oslo 2021, classificandosi ventiquattresimo nella stessa categoria di peso.

## Palmarès
- Giochi europei

Minsk 2019: bronzo nei 86 kg.
- Giochi mondiali militari

Wuhan 2019: argento nei 86 kg.
- Mondiali junior

Pattaya 2012: argento nei 74 kg.